# Pegoplata nigracaerulea
Pegoplata nigracaerulea är en tvåvingeart som först beskrevs av John Otterbein Snyder 1952.  Pegoplata nigracaerulea ingår i släktet Pegoplata och familjen blomsterflugor. Inga underarter finns listade i Catalogue of Life.